# Fred S. Alward

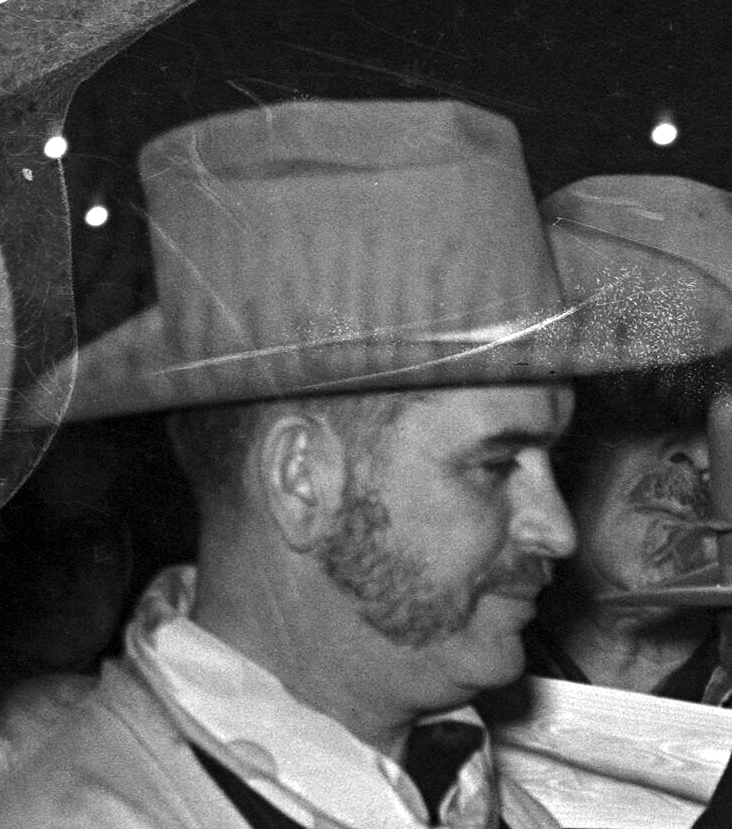
Fred S. Alward (1935)

Fred S. Alward (* 21. November 1893 in Australien; † 25. Juni 1987) war ein US-amerikanischer Politiker. Zwischen 1935 und 1939 war er Vizegouverneur des Bundesstaates Nevada.

## Werdegang
Im Jahr 1908 kam Fred Alward aus seiner australischen Heimat in die Vereinigten Staaten. Er wurde amerikanischer Staatsbürger und nahm als Soldat der US Army am Ersten Weltkrieg teil. Nach einem Jurastudium und seiner Zulassung als Rechtsanwalt arbeitete er in einigen westlichen Bundesstaaten in diesem Beruf. 1926 zog er nach Las Vegas in Nevada, wo er maßgeblich an der Entwicklung dieser Stadt beteiligt war. Auch in seiner neuen Heimatstadt praktizierte er als Anwalt. Er war einer der ersten Juristen aus Las Vegas, die am United States Supreme Court zugelassen wurden.
Politisch schloss sich Alward der Demokratischen Partei an. Zwischen 1931 und 1935 saß er als Abgeordneter in der Nevada Assembly. Seit 1933 war er deren Präsident. Damals setzte er sich erfolgreich für die Legalisierung des Glücksspiels in Nevada ein. 1934 wurde Alward mit 63,66 Prozent der Stimmen an der Seite von Richard Kirman zum Vizegouverneur von Nevada gewählt. Dieses Amt bekleidete er zwischen 1934 und 1939. Dabei war er Stellvertreter des Gouverneurs und Vorsitzender des Staatssenats.
Nach seiner Zeit als Vizegouverneur praktizierte Fred Alward zunächst wieder als Anwalt. Im Jahr 1941 erwarb er ein Hotel. Später war er Rancher in South Dakota. Gleichzeitig war er auch im Bundesstaat Florida im Viehgeschäft tätig. Er verbrachte die letzten Jahre seines Lebens in Hot Springs. Fred Alward starb am 25. Juni 1987 und wurde in Sturgis beigesetzt.